# ميخائيل الطربزوني
ميخائيل ميغاس كومنينوس (باليونانية: Μιχαήλ Μέγας Κομνηνός، Mikhaēl Megas Komnēnos) (نحو 1288 – بعد 1355)، إمبراطور طرابزون ليوم واحد، 30 يوليو، عام 1341 ومن 3 مايو عام 1344 حتى 13 ديسمبر حتى 1349. كان الابن الأصغر للإمبراطور يوحنا الثاني من طرابزون وإيدوكيا بالوجينا.

## حياته خلال فترة حكمه الأولى
استنادًا إلى كلام نيكيفوروس جريجوراس أن ميخائيل كان يبلغ من العمر 56 عامًا عام 1344، لذا يمكن للمرء أن يستنتج أنه ولد نحو عام 1288. أحضرته والدته إيدوكيا إلى القسطنطينية نحو 1297، بعد وفاة الإمبراطور يوحنا الثاني واعتلاء شقيقه ألكسيوس العرش. وبعد سنوات قليلة عادت إيدوكيا إلى طرابزون، ويرجح أنها تركت ميخائيل في القسطنطينية.
لا يعرف شيء عن حياته في العقود التالية. يُفترض أن ميخائيل قد تُرك في رعاية عمه الإمبراطور أندرونيكوس الثاني باليولوج، الذي أُحبطت محاولاته لإملاء من سيتزوج شقيقه ووالدتهما؛ من غير الواضح ما هو تأثير هذه الإخفاقات على ميخائيل. لكن من المؤكد أن ميخائيل لم يكن مقتصرًا على العيش في دير، فقد تزوج بابنة النبيل قسطنطين أكروبوليتس، أكروبوليتيسا، والتي أنجب منها ابنًا، هو يوحنا الثالث. ثم أعقب ذلك فترة من الحرب الأهلية بين أندرونيكوس الثاني وحفيده أندرونيكوس الثالث باليولوج، وفي ذلك الوقت كان ميخائيل في أواسط العمر؛ لكن لا يعرف الجانب الذي دعمه في الحرب، أو حتى إذا انحاز إلى جانب في هذا الصراع أيضًا. وأخيرًا، جاء عدد من عائلة أخيه - باسيل نجل ألكسيوس الأول، ثم ابنا باسيل - إلى القسطنطينية كلاجئين من الصراع في طرابزون. ومن غير المعروف ما طبيعة التواصل الذي كان بينهم وبين ميخائيل، أو إذا كان قد قدم لهم العون، أو إذا كان يعلم أنهم في المدينة.
في عام 1341، يعود تاريخ ميخائيل ليُعرف مرة أخرى. في ذلك العام، وصلت مجموعة من ممثلي فصيل سكولاريوي، بقيادة نيكيتاس سكولاريس وغريغوري ميتزوماتس، من طرابزون وأقنعوا حكام الإمبراطور الشاب يوحنا الخامس باليولوج بالسماح لميخائيل بالعودة. وبمجرد وصوله إلى هناك، تزوج الإمبراطورة المخلوعة إيرين بالوجينا وتولى العرش الإمبراطوري.
عندما وصلت سفن ميخائيل الثلاث إلى طرابزون في 30 يوليو عام 1341، وجد أن إيرين قد عُزلت، وأن ابنة أخيه آنا أناكوتلو تحكم كإمبراطورة. وباعتباره السليل الشرعي للعائلة الحاكمة، تلقى ميخائيل دعم الكثير من السكان وأعيد إمبراطورًا. استقبله بعض النبلاء بقيادة المطران أكاكيوس كسيّد لهم ورافقوه إلى القصر. وبمجرد حلول الليل، سجن النبلاء ميخائيل، لأنهم لم يرغبوا أن يحكمهم ملك ناضج وقوي. فرقت قوات آنا اللازيكية أنصار ميخائيل ونهبت سفنه. في اليوم التالي أرسل إلى أوينايون ثم إلى ليمنيا، حيث أسره ميغاس دوكاس يوحنا الخصي.
عندما أصبح ابن ميخائيل، يوحنا الثالث، إمبراطورًا في سبتمبر عام 1342، ظل ميخائيل في السجن. أدى حكم يوحنا غير الكفء إلى نفور مؤيديه الرئيسيين، وكان رئيس هؤلاء هو نيكيتاس الذي سار مع الجيش إلى ليمنيا (حيث قُتل جون الخصي مؤخرًا)، وحرر ميخائيل وعاد معه إلى طرابزون. ثم خلع يوحنا الثالث وأرسل إلى دير القديس ساباس تحت حراسة بيزنطية، بينما قُتل النبلاء الذين يدعمونه. وتوج ميخائيل في 3 مايو عام 1344.

## وصلات خارجية
- Vougiouklaki Penelope, "Michael Grand Komnenos", Encyclopedia of the Hellenic World: Asia Minor
- Entry of her father in "Porphyrogenita"